# Морской лёд

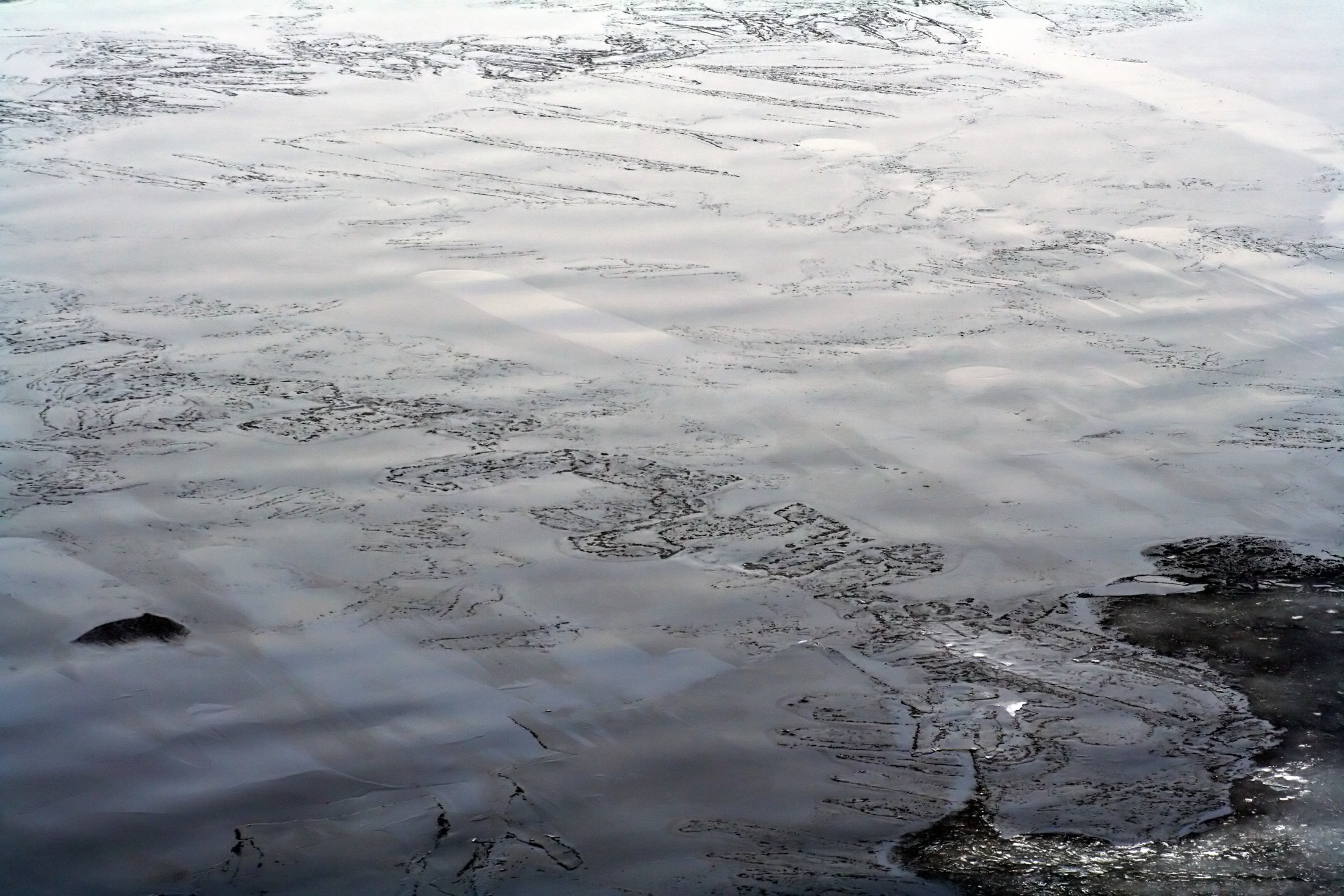
Морской лёд — нилас

Морско́й лёд — лёд, образовавшийся в море (океане) при замерзании воды. Так как морская вода солёная, её замерзание происходит при температуре около −1,8 °C для средней солёности Мирового океана.

## Свойства

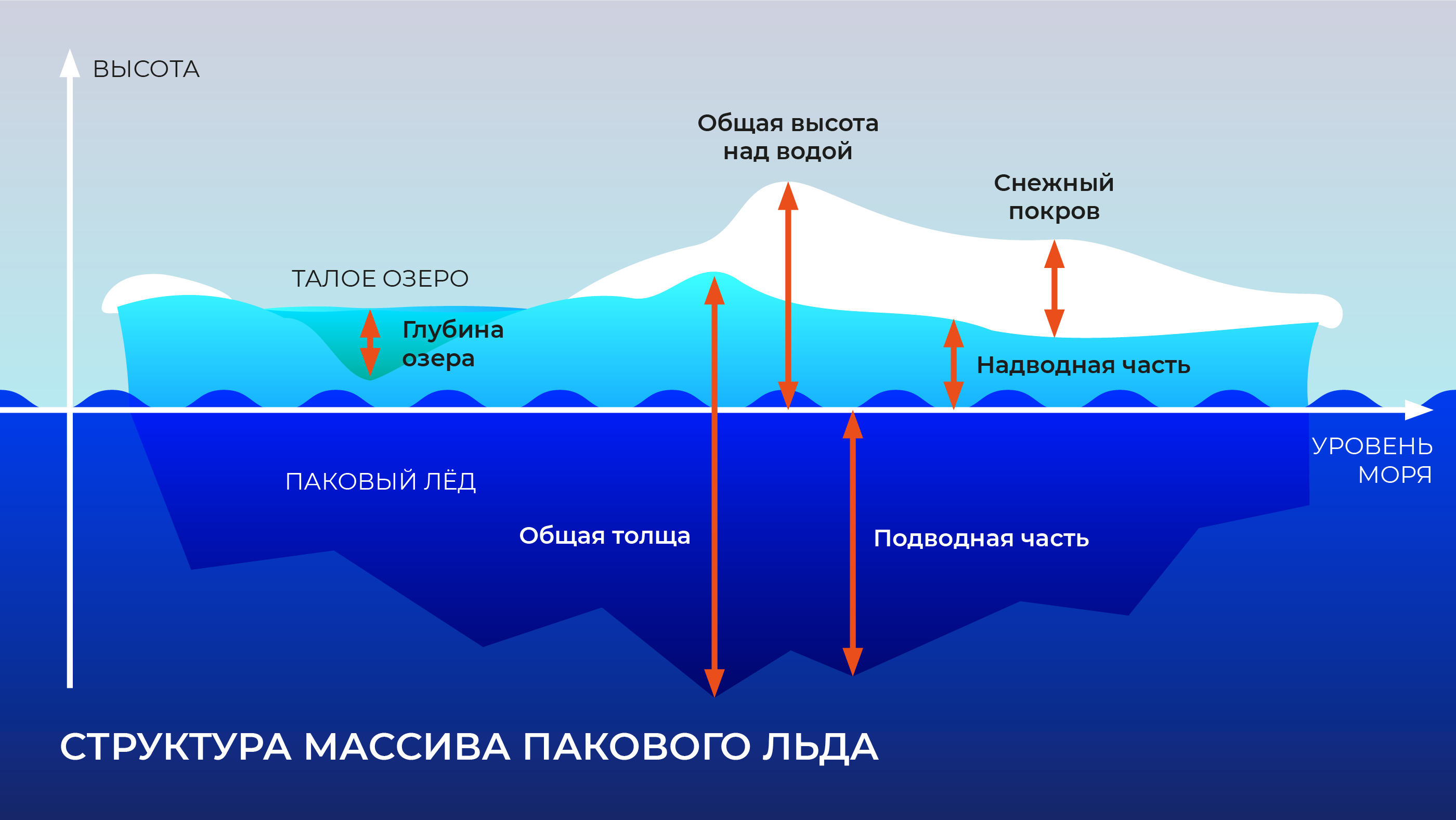
Гляциологические характеристики льда

Основные физические свойства морского льда — пористость, температура и солёность, определяющие его плотность (от 840 до 940 кг/м3). Из-за малой плотности льда льдины возвышаются над поверхностью воды на 7–10% от их толщины (при отсутствии снега на поверхности льда). По сравнению с пресноводным морской лёд труднее поддаётся дроблению. Оценка концентрации (сплочённости) морского льда обычно даётся в баллах — от 0 (чистая вода) до 10 (сплошной лёд/ледостав).

### Солёность
Солёность морского льда зависит от солёности морской воды, скорости льдообразования, интенсивности перемешивания воды и возраста льда. Чем старше лёд, тем меньше его солёность, так как солёный рассол при таянии стекает в море. В среднем, солёность льда значительно ниже солёности образовавшей его воды, колеблясь от 0 до 15 г/кг. В Антарктических водах встречались льды с солёностью более 22 г/кг. Обычная солёность однолетнего морского льда составляет 5–6 г/кг, около 7 раз ниже солёности морской воды, а солёность многолетнего льда составляет около 1.5–2.0 г/кг.

Распространение льда в Мировом океане

### Плотность
Морской лёд является сложным физическим телом, состоящим из кристаллов пресного льда, рассола, пузырьков атмосферного воздуха и различных иных примесей. Соотношение составляющих зависит от условий льдообразования и последующих ледовых процессов и влияет на среднюю плотность льда. Так, наличие пузырьков воздуха (пористость) значительно уменьшает плотность льда. Солёность льда оказывает на плотность меньшее воздействие, чем пористость. При солёности льда в 2 г/кг и нулевой пористости плотность льда составляет 922 килограмма на кубический метр, а при пористости 6% понижается до 867 кг/м3. В то же время при нулевой пористости увеличение солёности с 2 до 6 г/кг приводит к увеличению плотности льда только с 922 кг/м3 до 928 кг/м3 . Плотность чистого льда без примесей (воздуха, рассола или твёрдых солей) составляет около 917 кг/м3. Объёмная фракция воздуха однолетнего льда может достигать 4% осенью и 6% летом. Зимой объёмая фракция воздуха обычно находится в диапазоне 1–2%, когда как объёмная фракция жидкого рассола обычно ниже 5%.

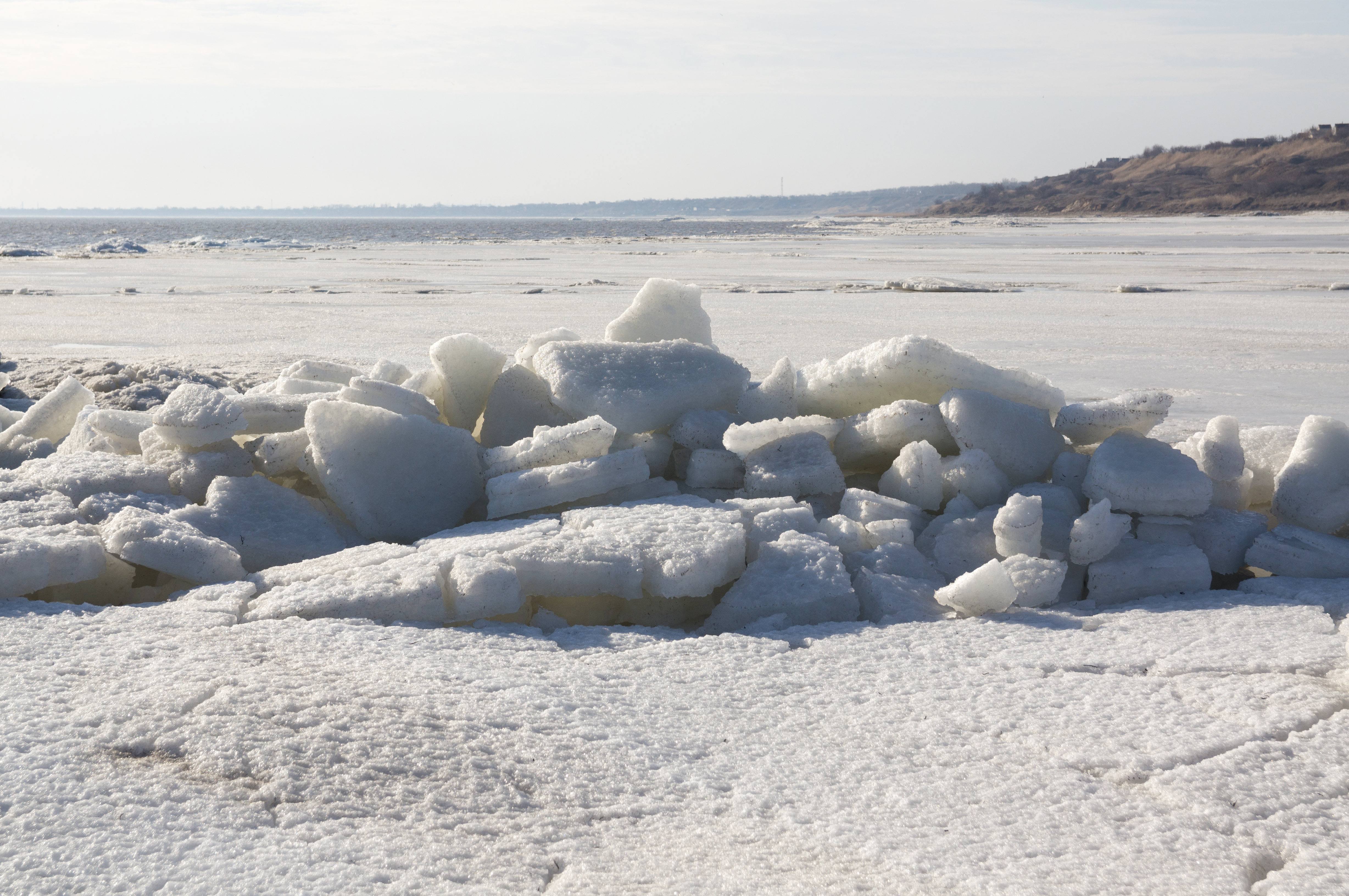
Лёд на поверхности Азовского моря

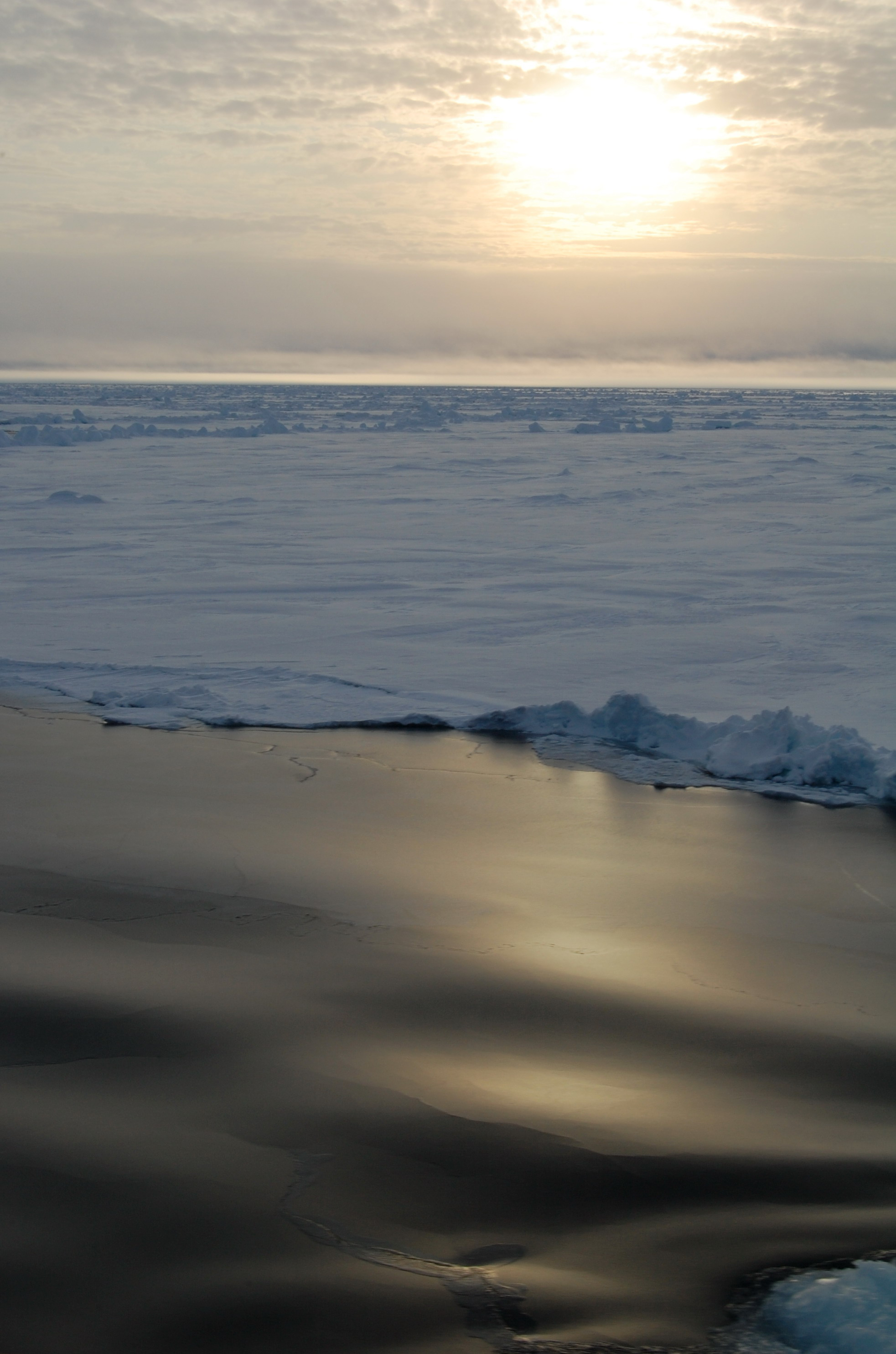
Нилас (на переднем плане) в Арктике

Плотность морского льда зависит от его возраста и сезона измерений. Обычная плотность однолетнего льда поздней осенью и зимой составляет около 900–920 кг/м3, однако, весной и летом она обычно значительно ниже, обычно около 860–900 кг/м3, иногда достигая 600 кг/м3 . Плотность многолетнего льда находится в более широком диапазоне 720–940 кг/м3. Плотность льда ниже уровня воды обычно находится в более узком диапазоне 900–940 кг/м3 . Существует несколько методов измерения плотности льда. Наиболее распространённый способ включает в себя измерение веса и объёма льда в воздухе, но из-за нерегулярной формы ледовых кернов этот способ сопряжён с относительной погрешностью измерений в 3-8%. Более точный способ гидростатического взвешевания включает в себя измерение массы и объёма льда, помещённого в жидкость (чаще всего в керосин или другие жидкости с низкой плотностью), ошибка такого метода составляет всего 1.3%. Также плотность льда может быть определена на основе измерений осадки и толщины льда и снега при условии выполнения гидростатического равновесия. Однако, из-за высокой шереховатости льда, этот баланс достигается только на линейных расстояниях более 100 м, что приводит к высокой неточности этого метода определения плотности льда.
Плотность льда в Антарктиде также зависит от сезона измерений: зимой плотность обычно около 920 кг/м3, а летом она опускается до 875 кг/м3 . Сезонная изменчивость плотности льда приводит к неточности определения точности льда с помощью спутниковых радиовысотомеров (например, Криосат-2) до 0.7 метров.

### Теплофизические свойства
Средняя удельная теплопроводность морского льда примерно в пять раз выше, чем у воды и составляет около 2,1 Вт/м·К, но к нижней и верхней поверхностям льда может уменьшаться из-за увеличения солёности и роста пористости. Теплоёмкость морского льда приближается к теплоёмкости пресноводного льда с понижением температуры, когда солевой рассол вымерзает. С ростом солёности, а следовательно, и с увеличением массы рассола, теплоёмкость морского льда всё больше зависит от теплоты фазовых преобразований, — то есть изменений температуры. Эффективная теплоёмкость морского льда увеличивается с повышением его солёности и температуры. Теплота плавления (и кристаллизации) морского льда колеблется от 150 до 397 кДж/кг в зависимости от температуры и солёности (с повышением температуры или солёности теплота плавления понижается).

### Оптические свойства
Чистый лёд прозрачен для световых лучей. Включения (воздушные пузырьки, солевой рассол, пыль) рассеивают лучи, значительно уменьшая прозрачность льда. Поэтому светопропускание однолетнего льда значительно выше, чем у многолетнего. Оттенки цвета морского льда в больших массивах варьируют от белого до коричневого. Белый лёд образуется из снега и имеет много пузырьков воздуха или ячеек с рассолом. Молодой морской лёд зернистой структуры со значительным количеством воздуха и рассола часто имеет зелёный цвет (зеленоватый оттенок). Многолетние торосистые льды, из которых выдавлены примеси, и молодые льды, образовавшиеся в спокойных условиях, часто имеют голубой или синий цвет — голубоватый или синий оттенок. Голубым также бывает глетчерный лёд и айсберги. В голубом льду чётко видна игольчатая структура кристаллов. Коричневый или желтоватый лёд имеет речной или прибрежный генезис, в нём имеются примеси глины или гуминовых кислот. Начальные виды льда (ледяное сало, шуга) имеют тёмно-серый цвет, иногда со стальным оттенком. С увеличением толщины льда его цвет становится светлее, постепенно переходя в белый. При таянии тонкие льдинки снова становятся серыми. В случае, если лёд содержит большое количество минеральных или органических примесей (планктон, эоловые взвеси, бактерии), его цвет может меняться на красный, розовый, жёлтый, вплоть до чёрного. В связи со свойством льда задерживать длинноволновую радиацию, он способен создавать парниковый эффект, что приводит к нагреванию подлёдной воды.

### Механические свойства
Под механическими свойствами льда понимают его способность противостоять деформациям. Типичные виды деформации льда: растяжение, сжатие, сдвиг, изгиб. Выделяют три стадии деформации льда: упругая, упруго-пластическая, стадия разрушения. Учёт механических свойств льда важен при определении оптимального курса ледокола, а также при размещении на льдинах грузов, полярных станций, при расчёте прочности и конфигурации корпуса судна. Традиционно физико-механические свойства морского льда изучаются на основании кернов и образцов, выбуренных из ровных ледяных полей, торосов и стамух. Для определения прочности льда безобразцовым методом также применяется скважинный зонд-индентор, состоящий из гидростанции, индентора, регистратора показаний датчиков давления, перемещения и сигналов трещинообразования во льду во время испытания.

## Условия образования
При образовании морского льда между целиком пресными кристаллами льда оказываются мелкие капли солёной воды, которые постепенно стекают вниз.
Температура замерзания и температура наибольшей плотности морской воды зависит от её солёности. Морская вода, солёность которой ниже 24,695 промилле (так называемая солоноватая вода), при охлаждении сначала достигает наибольшей плотности, как и пресная вода, а при дальнейшем охлаждении и отсутствии перемешивания быстро достигает температуры замерзания. Если солёность воды выше 24,695 промилле (солёная вода), она охлаждается до температуры замерзания при постоянном увеличении плотности с непрерывным перемешиванием (обменом между верхними холодными и нижними более тёплыми слоями воды), что не создаёт условий для быстрого выхолаживания и замерзания воды, то есть при одинаковых погодных условиях солёная океаническая вода замерзает позже солоноватой.

## Классификации
Морской лёд по своему местоположению и подвижности разделяется на три типа:
- припай (неподвижный лёд)
- плавучие (дрейфующие) льды
- паковые льды (дрейфующий лёд при сплоченности более 7/10)

Также морской лёд включает в себя недеформированные типы льда (ровный лёд) и деформированные типы (торосы, стамухи, наслоенный лёд). Деформированный лёд составляет до 40-50% от общей площади морского льда в Арктике.

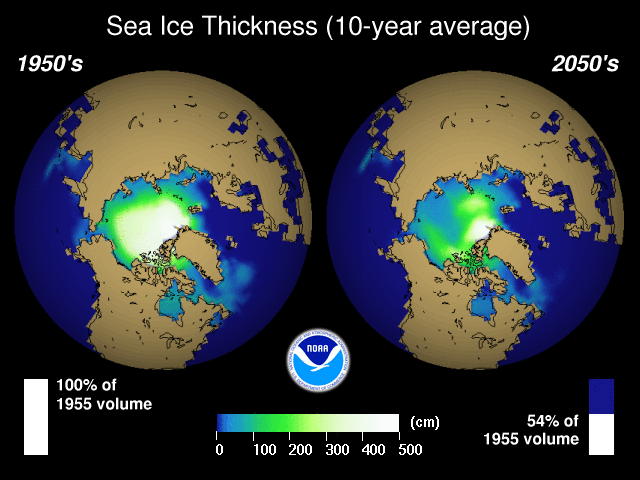
Прогноз изменения толщины ледового покрова к 2050 году

По стадиям развития льда выделяют несколько так называемых начальных видов льда (в порядке времени образования):
- ледяные иглы
- ледяное сало
- снежура
- шуга
- внутриводный (в том числе донный или якорный), образующийся на некоторой глубине и на предметах, находящихся в воде, в условиях турбулентного перемешивания воды.

Дальнейшие по времени образования виды льда — ниласовые льды:
- нилас, образующийся при спокойной поверхности моря из сала и снежуры (тёмный нилас до 5 см толщиной, светлый нилас до 10 см толщиной) — тонкая эластичная корка льда, легко прогибающаяся на воде или зыби и образующая при сжатии зубчатые наслоения;
- склянки, образующиеся в распреснённой воде при спокойном море (в основном в заливах, около устьев рек), — хрупкая блестящая корка льда, которая легко ломается под действием волны и ветра;
- блинчатый лёд, образующийся при слабом волнении из ледяного сала, снежуры или шуги или вследствие разлома в результате волнения склянки, ниласа или так называемого молодого льда, представляет собой пластины льда округлой формы от 30 см до 3 м в диаметре и толщиной 10–15 см с приподнятыми краями из-за обтирания и ударов льдин.

Дальнейшей стадией развития льдообразования являются молодые льды, которые подразделяются на серый (толщина 10–15 см) и серо-белый (толщиной 15–30 см) лёд.
Морской лёд, развивающийся из молодого льда и имеющий возраст не более одного зимнего периода, называется однолетним льдом. Этот однолетний лёд может быть:
- тонким однолетним льдом — белый лёд толщиной 30–70 см
- средней толщины — 70–120 см
- толстым однолетним льдом — толщиной более 120 см

Если морской лёд подвергался таянию хотя бы в течение одного года, он относится к старым льдам. Старые льды подразделяются на:
- остаточный однолетний — не растаявший летом лёд, находящийся вновь в стадии замерзания
- двухлетний — просуществовавший более одного года (толщина достигает 2 м)
- многолетний — старый лёд толщиной 3 м и более, переживший таяние не менее двух лет. Поверхность такого льда покрыта многочисленными неровностями, буграми, образовавшимися в результате неоднократного таяния. Нижняя поверхность многолетних льдов также отличается большой неровностью и разнообразием формы.

По структуре морской лёд условно делится на игольчатый, губчатый и зернистый, хотя обычно он встречается смешанной структуры. Поверхностное таяние льда происходит неравномерно из-за обратной связи лёд – альбедо и приводит к образованию на его поверхности талых прудов. При дренировании талых прудов могут также образоваться подлёдные слои талой воды и ложное дно.

## Области распространения
По продолжительности сохранения ледяного покрова и его генезису акваторию Мирового океана обычно делят на шесть зон.
1. Акватории, на которых ледяной покров присутствует круглый год (центр Арктики, северные районы морей Северного Ледовитого океана, антарктические моря Амундсена, Беллинсгаузена, Уэдделла.
2. Акватории, на которых льды ежегодно меняются (Баренцево, Карское моря).
3. Акватории с сезонным ледяным покровом, образующимся зимой и полностью исчезающим летом (Азовское, Аральское, Балтийское, Белое, Каспийское, Охотское, Японское моря).
4. Акватории, на которых льды образуются только в очень холодные зимы (Мраморное, Северное, Чёрное моря).
5. Акватории, на которых отмечается лёд, принесённый течениями из-за их границ (Гренландское море, район острова Ньюфаундленд, значительная часть Южного океана, включая область распространения айсбергов.
6. Остальные акватории, составляющие бо́льшую часть Мирового океана, на поверхности которых льдов не бывает.

## Морской лёд Арктики

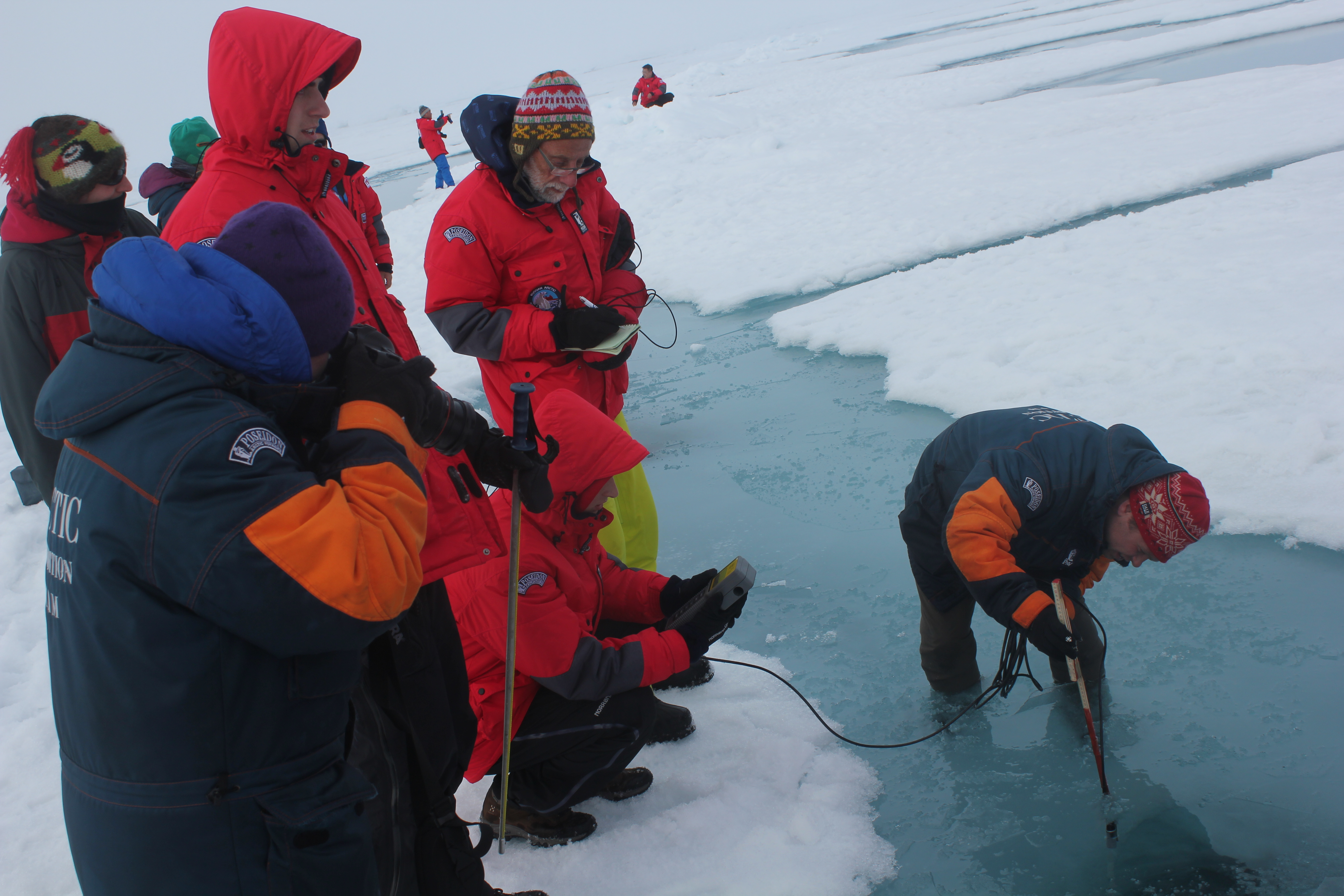
Исследование морского льда на Северном полюсе

Толщина ровных многолетних льдов в Северном Ледовитом океане в некоторых районах достигает 4 м, однако модальная толщина льда в проливе Фрама составляет всего 1,7 м. 
В Центральной Арктике морские льды присутствуют круглый год. Сезонный морской лед впервые появился в Северном Ледовитом океане около 47 миллионов лет назад, тогда как многолетний морской лед, как полагают, существует уже около 14 миллионов лет. Толщина многолетних льдов Арктики ежегодно изменяется в результате сезонных процессов стаивания и нарастания. Морские льды Арктики непрерывно дрейфуют под действием ветра и течений. Трансарктический дрейф льдов из района Чукотского моря направлен на северо-запад к проливу Фрама и далее в Гренландское море. Кроме этого, в западной части Северного Ледовитого океана существует антициклонический круговорот в виде обширной замкнутой циркуляции вод и льдов с центром около 78° с.ш. и 150° з.д.
В настоящее время глобальное потепление приводит к уменьшению объёма и площади морского льда в Арктике.

## Морской лёд Антарктики
В антарктических водах в основном находится однолетний лёд толщиной до 1,5 м, который исчезает в летнее время.